# جوراين تيمبير
جوراين تيمبير (مواليد 17 يونيو 2001) هو لاعب كرة قدم هولندي يلعب كمدافع في نادي أرسنال في الدوري الإنجليزي الممتاز.

## روابط خارجية
- جوراين تيمبير على موقع الاتحاد الأوربي (الإنجليزية)
- جوراين تيمبير على موقع قاعدة بيانات كرة القدم.إي يو (الإنجليزية)
- جوراين تيمبير على موقع ليكيب (الفرنسية)
- جوراين تيمبير على موقع ناشيونال فوتبول تيمز (الإنجليزية)
- جوراين تيمبير على موقع Soccerbase.com (لاعب) (الإنجليزية)
- جوراين تيمبير على موقع Soccerway.com (الإنجليزية)
- جوراين تيمبير على موقع عالم كرة القدم.نت (الإنجليزية)
- جوراين تيمبير على موقع AS.com (الإسبانية)